# Mistrzostwa Europy w Lekkoatletyce 1962 – bieg na 80 m przez płotki kobiet

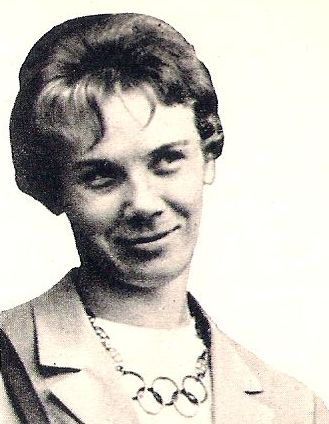
Teresa Ciepły

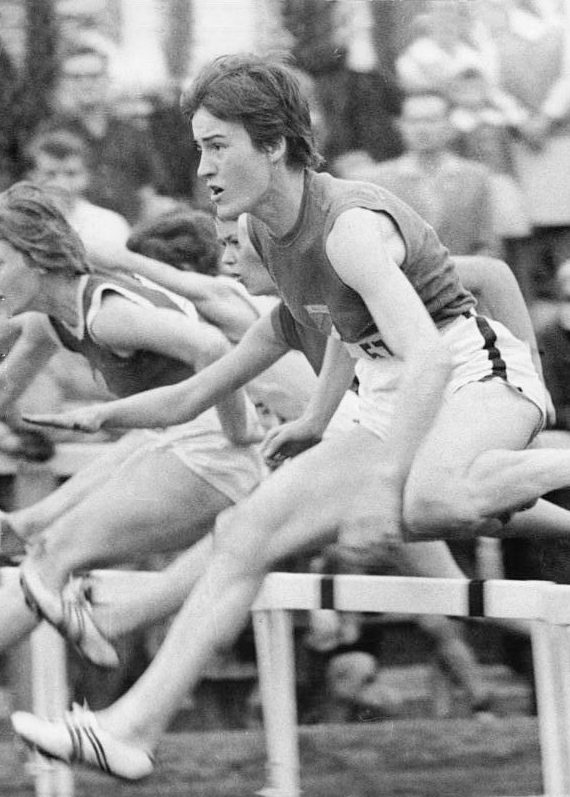
Karin Balzer

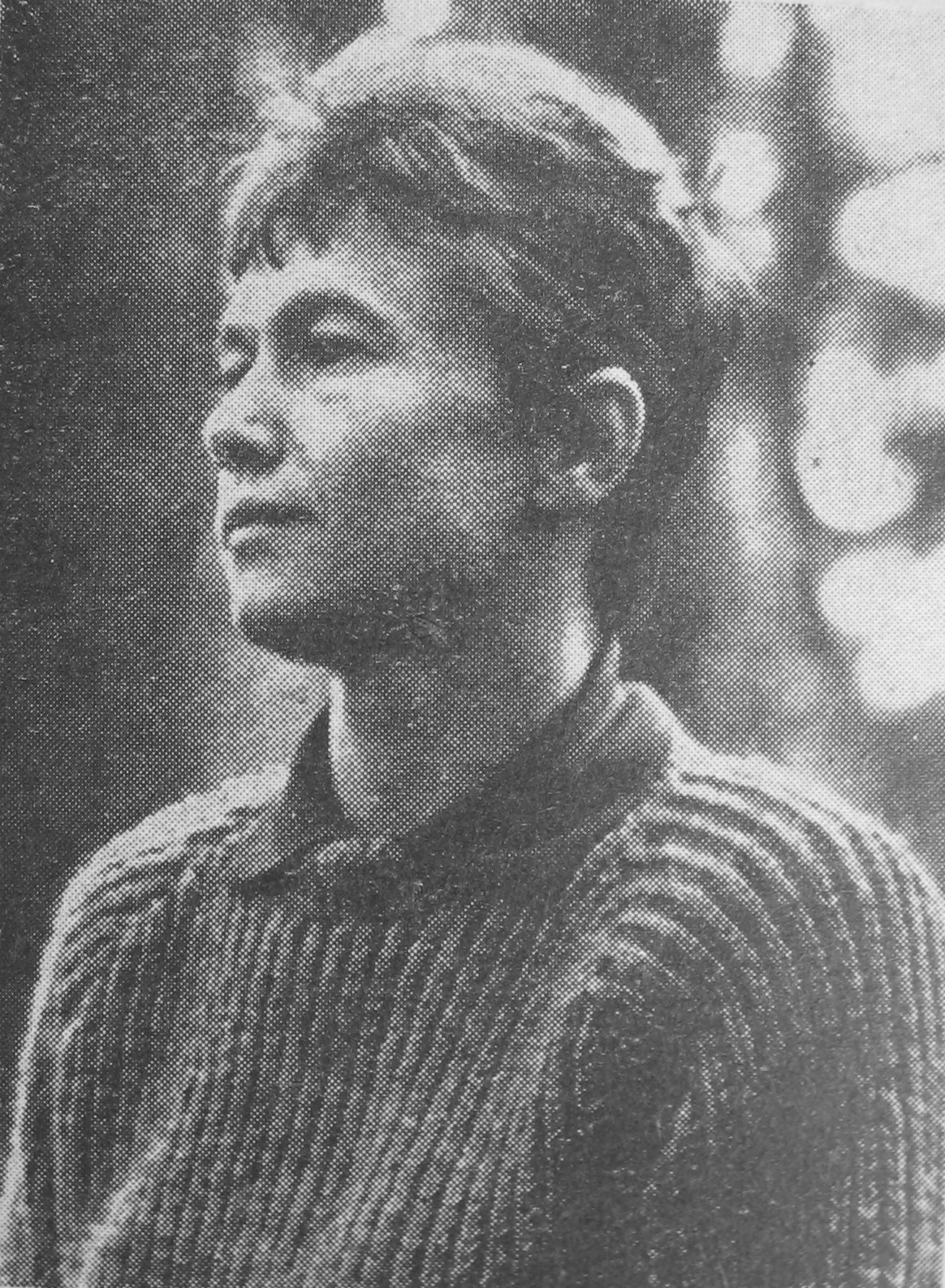
Maria Piątkowska

Bieg na dystansie 80 metrów przez płotki kobiet był jedną z konkurencji rozgrywanych podczas VII Mistrzostw Europy w Belgradzie. Biegi eliminacyjne zostały rozegrane 14 września, półfinałowe 15 września, a bieg finałowy 16 września 1962 roku. Zwyciężczynią tej konkurencji została Teresa Ciepły. Przyznano dwa brązowe medale, ponieważ obie zawodniczki wbiegły równo na metę. W rywalizacji wzięło udział szesnaście zawodniczek z dziewięciu reprezentacji.

## Rekordy
| Rekord świata     | Gisela Birkemeyer (DDR) | 10,5 | Lipsk, NRD        | 24.07.1960 |
| Rekord Europy     | Gisela Birkemeyer (DDR) | 10,5 | Lipsk, NRD        | 24.07.1960 |
| Rekord mistrzostw | Maria Gołubnicza (SUN)  | 10,7 | Berno, Szwajcaria | 28.08.1954 |

## Wyniki

### Eliminacje
Bieg 1
| Miejsce | Zawodniczka      | Czas | Uwagi |
| ------- | ---------------- | ---- | ----- |
| 1       | Maria Piątkowska | 10,8 | Q     |
| 2       | Dorothy Window   | 11,1 | Q     |
| 3       | Letizia Bertoni  | 11,1 | Q     |

Bieg 2
| Miejsce | Zawodniczka     | Czas | Uwagi |
| ------- | --------------- | ---- | ----- |
| 1       | Erika Fisch     | 10,7 | Q CR  |
| 2       | Galina Bystrowa | 10,7 | Q CR  |
| 3       | Nina Hansen     | 11,4 | Q     |

Bieg 3
| Miejsce | Zawodniczka      | Czas | Uwagi |
| ------- | ---------------- | ---- | ----- |
| 1       | Teresa Ciepły    | 10,7 | Q CR  |
| 2       | Rimma Koszeliowa | 10,9 | Q     |
| 3       | Marlène Canguio  | 10,9 | Q     |
| 4       | Ingrid Schlundt  | 11,0 |       |
| 5       | Pat Nutting      | 11,1 |       |

Bieg 4
| Miejsce | Zawodniczka       | Czas | Uwagi |
| ------- | ----------------- | ---- | ----- |
| 1       | Karin Balzer      | 10,9 | Q     |
| 2       | Draga Stamejčič   | 11,0 | Q     |
| 3       | Halina Krzyżańska | 11,0 | Q     |
| 4       | Ann Charlesworth  | 11,3 |       |
| 5       | Canel Konvur      | 12,7 |       |

### Półfinały
Półfinał 1
| Miejsce | Zawodniczka      | Czas | Uwagi |
| ------- | ---------------- | ---- | ----- |
| 1       | Maria Piątkowska | 11,0 | Q     |
| 2       | Erika Fisch      | 11,0 | Q     |
| 3       | Rimma Koszeliowa | 11,1 | Q     |
| 4       | Letizia Bertoni  | 11,3 |       |
| 4       | Dorothy Window   | 11,3 |       |
| 6       | Draga Stamejčič  | 11,6 |       |

Półfinał 2
| Miejsce | Zawodniczka       | Czas | Uwagi |
| ------- | ----------------- | ---- | ----- |
| 1       | Galina Bystrowa   | 11,2 | Q     |
| 2       | Karin Balzer      | 11,3 | Q     |
| 3       | Teresa Ciepły     | 11,4 | Q     |
| 4       | Marlène Canguio   | 11,4 |       |
| 5       | Halina Krzyżańska | 11,5 |       |
| –       | Nina Hansen       | DNS  |       |

### Finał
| Miejsce | Zawodniczka      | Czas | Uwagi |
| ------- | ---------------- | ---- | ----- |
| 1       | Teresa Ciepły    | 10,6 | CR    |
| 2       | Karin Balzer     | 10,6 | CR    |
| 3       | Erika Fisch      | 10,6 | CR    |
| 3       | Maria Piątkowska | 10,6 | CR    |
| 5       | Rimma Koszeliowa | 10,8 |       |
| 6       | Galina Bystrowa  | 10,8 |       |